# رابرت آنتلم
رابرت آنتلم (انگلیسی: Robert Antelme; ۵ ژانویهٔ ۱۹۱۷ – ۲۶ اکتبر ۱۹۹۰) شاعر و نویسنده اهل فرانسه بود.